# El Carmen de Chucurí
El Carmen de Chucurí, ou plus simplement El Carmen, est une municipalité colombienne située dans le département de Santander.